# Campionati europei di ciclismo su pista 2019 - Velocità a squadre maschile
La velocità a squadre maschile ai Campionati europei di ciclismo su pista 2019 si svolse il 16 ottobre 2019 presso il velodromo Omnisport di Apeldoorn, nei Paesi Bassi.

## Podio
| Pos.    | Atleta                                                             | Nazionalità   |
| ------- | ------------------------------------------------------------------ | ------------- |
| Oro     | Jeffrey Hoogland Harrie Lavreysen Roy van den Berg Matthijs Büchli | Paesi Bassi   |
| Argento | Jack Carlin Jason Kenny Ryan Owens                                 | Gran Bretagna |
| Bronzo  | Grégory Baugé Quentin Lafargue Sébastien Vigier Melvin Landerneau  | Francia       |

## Risultati

### Qualifiche
I migliori 8 tempi accedono al primo turno
| Posizione | Atlete                                                         | Nazione       | Tempo  | Gap    | Note |
| --------- | -------------------------------------------------------------- | ------------- | ------ | ------ | ---- |
| 1         | Matthijs Büchli Harrie Lavreysen Roy van den Berg              | Paesi Bassi   | 42.693 |        | Q    |
| 2         | Jack Carlin Jason Kenny Ryan Owens                             | Gran Bretagna | 42.938 | +0.245 | Q    |
| 3         | Grégory Baugé Melvin Landerneau Sebastien Vigier               | Francia       | 43.338 | +0.645 | Q    |
| 4         | Maciej Bielecki Krzysztof Maksel Mateusz Rudyk                 | Polonia       | 43.970 | +1.277 | Q    |
| 5         | Maximilian Dornbach Eric Engler Maximilian Levy                | Germania      | 43.981 | +1.288 | Q    |
| 6         | Denis Dmitriev Alexander Sharapov Pavel Yakushevskiy           | Russia        | 44.017 | +1.324 | Q    |
| 7         | Tomáš Bábek Martin Cechman Pavel Kelemen                       | Rep. Ceca     | 44.324 | +1.631 | Q    |
| 8         | Alejandro Martínez José Moreno Sanchez Juan Peralta Gascon     | Spagna        | 44.600 | +1.907 | Q    |
| 9         | Aliaksandr Hlova Uladzislau Novik Artsiom Zaitsau              | Bielorussia   | 44.838 | +2.145 |      |
| 10        | Tadey-Ivan Chebanets Oleksandr Moshchonskyi Dmytro Stovbetskyi | Ucraina       | 46.148 | +3.455 |      |

### Primo turno
I migliori 2 tempi accedono alla finale per l'oro, il terzo e quarto tempo a quella per il bronzo 
| Batteria | Posizione | Atleta                                                     | Nazione       | Tempo  | Note |
| -------- | --------- | ---------------------------------------------------------- | ------------- | ------ | ---- |
| 4        | 1         | Jeffrey Hoogland Harrie Lavreysen Roy van den Berg         | Paesi Bassi   | 42.338 | Q    |
| 3        | 2         | Jack Carlin Jason Kenny Ryan Owens                         | Gran Bretagna | 42.661 | Q    |
| 2        | 3         | Grégory Baugé Quentin Lafargue Sebastien Vigier            | Francia       | 43.481 | q    |
| 1        | 4         | Marc Jurczyk Eric Engler Maximilian Levy                   | Germania      | 43.772 | q    |
| 2        | 5         | Denis Dmitriev Aleksei Tkachev Pavel Yakushevskiy          | Russia        | 44.203 |      |
| 1        | 6         | Maciej Bielecki Krzysztof Maksel Mateusz Rudyk             | Polonia       | 44.593 |      |
| 3        | 7         | Tomáš Bábek David Sojka Pavel Kelemen                      | Rep. Ceca     | 44.628 |      |
| 4        | 8         | Alejandro Martínez José Moreno Sanchez Juan Peralta Gascon | Spagna        | 44.868 |      |

### Finali
| Classifica           | Atlete                                             | Nazione       | Tempo  | Gap    |
| -------------------- | -------------------------------------------------- | ------------- | ------ | ------ |
| Finale per l'oro     |                                                    |               |        |        |
| 1                    | Jeffrey Hoogland Harrie Lavreysen Roy van den Berg | Paesi Bassi   | 42.151 |        |
| 2                    | Jack Carlin Jason Kenny Ryan Owens                 | Gran Bretagna | 42.822 | +0.671 |
| Finale per il bronzo |                                                    |               |        |        |
| 3                    | Grégory Baugé Quentin Lafargue Sebastien Vigier    | Francia       | 43.206 |        |
| 4                    | Marc Jurczyk Eric Engler Maximilian Levy           | Germania      | 43.600 | +0.394 |